# Aníbal Ruiz Leites
Aníbal Ruiz Leites (30 de desembre de 1942 - 10 de març de 2017) fou un futbolista i posterior entrenador de futbol uruguaià.

## Selecció del Paraguai
Va formar part de l'equip paraguaià a la Copa del Món de 2006 com a seleccionador.